# Красногоровка (Краснодарский край)
Красногоровка — село в Крыловском районе Краснодарского края.
Входит в состав Кугоейского сельского поселения.

## География

### Улицы
- ул. Ветеранов,
- ул. Молодёжная,
- ул. Средняя.

## Население
| 2002 | 2010 |
| ---- | ---- |
| 116  | ↘88  |